# 乔丹·阿尤
乔丹·皮埃尔·阿尤（英語：Jordan Pierre Ayew，1991年9月11日—），是一名加纳足球运动员，司职前锋。現時效力英超球隊莱斯特城。迦納國家足球隊成員。

## 家庭
- 父亲： 阿贝迪·阿尤，常被称为阿贝迪·贝利，是非常著名的足球运动员，曾经蝉联三届非洲足球先生。
- 叔叔: 夸梅·阿尤，曾经在中国甲A球队沈阳金德和上海国际 效力并获得2004年联赛最佳射手。
- 哥哥: 安德雷·阿尤，加纳国家队的队员並参加了2010年南非世界杯和2014年巴西世界杯。